# Air Urga
Air Urga er et ukrainsk flyselskab med base i Kropyvnytskyj. Det flyver internationale charter-, passager- og fragtflyvninnger fra forskellige ukrainske lufthavne til destinationer i Grækenland, Slovakiet, Nordmakedonien, Tyrkiet, Syrien, De Forenede Arabiske Emirater, Tyskland, Italien, Danmark, Bulgarien og Cypern. Dens vigtigste baser er Kropyvnytskyj Lufthavn (KGO) og Kryvyi Rih International Airport (KWG)